# Eurotower
La Eurotower o Eurotorre es un rascacielos localizado en la zona central de la ciudad de Fráncfort del Meno, en Alemania. Este edificio mide 148 metros de altura, y fue la sede del Banco Central Europeo (BCE) hasta 2015.

## Historia
Su construcción duró alrededor de 6 años, de 1971 a 1977, y fue diseñada por el arquitecto Richard Heil. El edificio se utiliza como banco y oficinas.

## Características
Este edificio cuenta con 40 pisos y ocupa un área de 78.000 m². Por altura es el número 11 en la ciudad de Fráncfort, y el número 14 en Alemania.
La nueva sede para el BCE en la misma ciudad a orillas del río Meno le reemplazó en 2014.